# Església de la Mare de Déu de l'Assumpció de La Vall d'Uixó
L'església de la Mare de Déu de l'Assumpció situada a la plaça de l'Assumpció, a la Vall d'Uixó és una de les dues principals esglésies de la ciutat al costat de l'Església del Sant Àngel Custodi de la Vall d'Uixó, creada al voltant de les alqueries que formaven el poble de baix. L'edifici està catalogat com a Bé d'interés local, segons la disposició addicional cinquena de la Llei 5/2007, de 9 de febrer, de la Generalitat, de modified de la Llei 4/1998, d'11 de juny, del Patrimoni Cultural Valencià (DOCV Núm. 5.449 / 13/02/2007).

## Història
La parròquia fou creada per butla papal de 1602, i el temple és una obra realitzada en els segles xvii i xix, en el que destaquen la torre campanar barroca conclosa en 1791 segons traces del mestre Jacinto Agustí, i restaurada en 1991.
El temple de l'Assumpció es va realitzar segons Honori Garcia en tres etapes:
1. Etapa: Des de 1636 en què es va començar fins que es va paralitzar l'obra.
2. Etapa: Des de la represa de les obres de 1739 hastan el trasllat del Santíssim en 1749. En aquests anys, com ja hem esmentat anteriorment es van fer l'abside, capella i naus central i laterals fins a les portes accessòries.
3. Etapa: Des de 1771 fins després del 1802 en què es van acabar: naus, altars, atri i es va decorar la cúpula i la volta.

En 1833 es va iniciar el retaule actual, segons traça l'arquitecte de València Salvador Nonmedeu. S'embelleix el temple. Treballen com a mestres professionals J. Grollo, decorador, J. Clemente, daurador, J. Marsal guixaire i el pintor V. Castelló. Inaugurant-se el retaule en 1870. La fatxada tipus retaule finalitzada l'any 1926 en estil neoclàssic segons plans de l'arquitecte Marià Peset, ha sigut restaurada l'any 2000. Les imatges actuals que l'adornen "San Alfredo Abad" i "Sant Vicent Ferrer" en les fornícules laterals i el "Relieve de l'Asunción" en el centre, sobre la llinda de la porta són obra de l'escultor de Navaixes, Manolo Rodríguez.
En el seu interior destaquen les pintures al fresc que adornen les voltes, obres del segle xix atribuïdes als pintors Joaquín Oliet i Vicente Castelló Amat, la capella del Sagrari important construcció barroca amb un sòcol de taulelleria valenciana del segle xviii, junt amb la recuperada pica baptismal del segle xvii i els retaules major i creuer de mitjan segle xix, o el retaule barroc en talla de fusta del segle xvii ubicat en una capella lateral. Destaquem la seua pica baptismal, símbol parroquial per la seua "font sacramental" que la identifica, havia romàs oculta davall l'altar dedicat a Sant Cristòfol molts anys, sent recuperada l'any 1994 en efectuar-se unes reformes en el baptisteri.
El temple presenta un campanar, considerat un dels més importants de la Plana Baixa. Estructuralment parlant es caracteritza per passar de planta quadrada a octogonal, i per presentar gran decoració exterior, sent de fàbrica de carreu. Arranca la torre amb un primer cos de planta quadrada, i a la meitat aproximadament, uns aletons fan la transició a la planta octogonal, que caracteritza el segon cos, que a més, compta amb pilastres i amb cornisa. La torre es rematada amb una torreta de dos alçades, cupulí i veleta.
A més la torre campanar presenta un rellotge mecànic, obra de "Blasco Manofacturas".
De les campanes originals, una ha desaparegut, la coneguda com María, de 107 centímetres de diàmetre, un pes d'un 709 kilograms i any de fosa 1940. Actualment hi ha set campanes més:
- Mare de Déu Miraculosa (fosa el 1946) i Crist Rei (fosa el 1940), de Hermanos Roses de Silla.
- Emilia, Jesús, Rosa, Lourdes i Alfredo, totes foses el 1991, en la foneria Salvdor Manclús de València.